# بهرنگ صفری
بهرنگ صفری (زاده ۲۰ بهمن ۱۳۶۳)، بازیکن سابق فوتبال ایرانی-سوئدی است که در تهران به دنیا آمد و در سن ۲ سالگی به همراه خانواده به کشور سوئد مهاجرت کرد. به عنوان یک بازیکن ایرانی‌الاصل در تیم بازل در لیگ کشور سوئیس بازی می کرد، وی ۳۱ بازی ملی نیز برای تیم ملی فوتبال سوئد انجام داده‌است. وی همچنین اعلام کرد که تمایلی برای بازی در تیم ملی ایران ندارد.